# 台湾ニューシネマ
台湾ニューシネマ（たいわんニューシネマ）は、1980年代から1990年代にかけ台湾の若手映画監督を中心に展開された、従来の商業ベースでの映画作りとは一線を画した場所から、台湾社会をより深く掘り下げたテーマの映画作品を生み出そうとした一連の運動である。
台湾映画界にそれまでとは全く異なる新潮流をもたらしたという意味で、フランス映画のヌーヴェルヴァーグに相当する運動といえる。

## 背景
第二次世界大戦後からしばらくの間、台湾は中国国民党政府の台湾への撤退、二・二八事件や戒厳令施行などに象徴されるような省籍矛盾を背景とした内政問題、中国大陸での中国共産党政権成立に伴う国連脱退や諸外国との国交断絶など一連の政治的混乱の中で、社会的・経済的にも停滞が続いていた。
しかし1970年代に入ると、当時の行政院長であった蔣経国の指導下で十大建設に基づくインフラ整備が進められるなど経済発展が加速した。台湾社会が農業社会から工業社会へと変貌を遂げ経済力をつけていく中で、人々の生活にも次第に余裕が生まれ、70年代には映画が市民の娯楽として定着するに至った。そのような状況下、人々の需要に答えるべく、アクション映画や恋愛映画など娯楽ジャンルを中心に数多くの作品が台湾でも作られるようになった。
しかし、それら作品の内容は次第にパターン化・マンネリ化して観客に飽きられるようになり、人々の目が香港映画や洋画などに向けられるようになっていった。香港映画が従来のコメディー路線に加え、アン・ホイなど「新浪潮」（香港ニューウェーブ）の旗手たちの手による写実的な作品を台湾の映画市場に参入させ、電影金馬奨など台湾国内の映画賞を次々と受賞する一方で、国際映画祭はもとより、国内の映画コンテストでも賞をとれないレベルの作品しか作られないなど、80年代初めの台湾映画界は大きく低迷し、また観客動員数も減少した。

## ニューシネマの立ち上げ
そのような台湾映画界の低迷した状況を打開すべく、80年代初めに当時行政院新聞局長だった宋楚瑜を中心として、政府が台湾映画の芸術性や国際性を高めるような一連の改革に乗り出した。改革の一環として、党営企業である中央電影公司に 小野（シャオイェ）、呉念真（ウー・ニエンチェン）などの若手スタッフを起用、それらスタッフが採算にとらわれない映画づくりを模索し始めたことが運動の嚆矢となった。
そのような動きの中、まず1982年に楊徳昌（エドワード・ヤン）、陶徳辰（タオ・ドゥツェン）、柯一正（クー・イーチェン）、張毅（チャン・イー）という若手4人の新人監督によるオムニバス映画『光陰的故事』が台湾ニューシネマの最初の作品として製作・公開され、一定の成功を収めた。その後、陳坤厚（チェン・クンホウ）、侯孝賢（ホウ・シャオシェン）、萬仁（ワン・レン）、王童（ワン・トン）など、運動に共鳴する多くの若手映画監督によって台湾ニューシネマの系列に属する作品が次々と作られていくこととなる。
80年代は総統の蔣経国の政治改革のもとで、政党結成の容認、大陸への親族訪問解禁など、後半を中心に社会の自由化傾向が強まったときでもあり、そのような時代背景の中で検閲による作品統制が次第に緩和されたことなども台湾ニューシネマ発展の上での追い風となった。

## 「電影宣言」
1987年に侯孝賢など映画関係者の手で、運動の総括ともいうべき、「電影宣言」が出された。同宣言は、映画の創作活動、民族的伝統継承のための文化活動としての側面に言及した上で、従来の商業ベースに則った映画とは「別の種類の映画」、つまり文化的・芸術的作品の存在意義と社会貢献への高さを強調し、改めて、それら作品への支持を政府とマスコミに求めるといったような内容となっている。

## 台湾ニューシネマの特徴
台湾ニューシネマに属する作品群とそれまでの台湾映画とで最も異なる点は、その写実性にある。従来の台湾映画が政治宣伝的色彩国策映画や、現実社会とは遊離したいわゆるヒーローもの中心だったのに比べ、台湾ニューシネマの作品には、台湾人の日常生活や台湾社会が抱える問題などに直接向き合い、それを丹念に追うことを通じて、ときには台湾社会の暗部にまで光をあてるといったような内容の作品が多い。
また、黄春明など、いわゆる郷土作家の文芸作品を積極的に題材に取り上げていること、それまで公共の場での使用が禁じられてきた台湾語などの方言を台詞に使用するなど、画期的な手法を取り入れていることなども大きな特徴である。
その他、ストーリー展開がはっきりしないこと、スローテンポで、抑揚を抑えた展開のものが多いことなども特徴として挙げることができる。

## 台湾社会におけるニューシネマの意義
台湾社会の日常やディテールを丹念に描き出すことを通じて、また『悲情城市』のように、それまで封印されてきた歴史の暗部に光をあて、人々の間に活発な議論を巻き起こすことを通じて台湾の人々があらためて台湾社会及び台湾人としての各自のアイデンティティに向き合うきっかけを作ったという点で、さらには台湾映画界を担っていく新たな世代の監督を多数輩出させたという点で、台湾ニューシネマが台湾社会に与えた影響は意義深いものであったと言える。また、2002年から始まった、台湾におけるフリーペーパーブームの際、ニューシネマを振り返る多くのエッセーや論評が発表された。日本からは、侯孝賢（ホウ・シャオシェン）監督作品『珈琲時光』の主演を務めた歌手の一青窈、アジア文芸、意匠分野で活動している作家の京谷康子や山下祐樹らが企画参加している。ニューシネマ回顧によって台湾文化に対する日本人の立場や認識、特に若者からの認識を再考させたという意義は大きい。

## 関連作品
※当該リストは下記「関連文献」などを参考に、作品を公開年別に取りまとめたもの。なお、（）内は作品の原題。
- 1982年
  - 「光陰的故事（中国語版）（光陰的故事）」楊徳昌、陶徳辰、柯一正、張毅監督（オムニバス）
  - 「川の流れに草は青々（中国語版）（在那河畔青草青）」侯孝賢監督
- 1983年
  - 「少年（中国語版）（小畢的故事）」陳坤厚監督
  - 「坊やの人形（中国語版）（児子的大玩偶）」侯孝賢、曽壮祥（中国語版）、萬仁監督（オムニバス）
  - 「海を見つめる日（中国語版）（看海的日子）」王童監督
  - 「海辺の一日（中国語版）（海難的一天）」楊徳昌監督
  - 「風櫃の少年（風櫃來的人）」侯孝賢監督
- 1984年
  - 「嫁ぐ日（中国語版）（油麻菜籽）」萬仁監督
  - 「老兵の春（中国語版）（老莫的第二個春天）」李祐寧（中国語版）監督
  - 「悲しい愛（中国語版）（玉卿嫂）」張毅監督
  - 「冬冬の夏休み（冬冬的假期）」侯孝賢監督
- 1985年
  - 「台北ストーリー（青梅竹馬）」楊徳昌監督
  - 「童年往事 時の流れ（童年往事）」侯孝賢監督
  - 「ある女の一生（中国語版）（我這様過了一生）」張毅監督
  - 「スーパーシチズン 超級大国民（中国語版）（超級大國民）」萬仁監督
  - 「国四英雄伝（國四英雄傳）」麦大傑（中国語版）監督
  - 「夫殺し（殺夫）」曽壮祥監督
- 1986年
  - 「僕らはこうして大きくなった（我們都是這樣長大的）」柯一正監督
  - 「恋恋風塵（戀戀風塵）」侯孝賢監督
  - 「恐怖分子（恐怖份子）」楊徳昌監督
  - 「さよなら・再見（莎喲娜啦・再見）」葉金勝監督
  - 「淡水行き最終列車（我們的天空）』柯一正監督
- 1987年
  - 「ナイルの娘（尼羅河女児）」侯孝賢監督
  - 「桂花小路（中国語版）(桂花巷）』陳坤厚監督
  - 「村と爆弾（中国語版）(稲草人）」王童監督
- 1988年
  - 「クーおじさんの最後の秋（老科的最後一個秋天）」李祐寧監督
- 1989年
  - 「悲情城市（悲情城市）」侯孝賢監督
  - 「バナナ・パラダイス（中国語版）（香蕉天堂）」王童監督
- 1991年
  - 「牯嶺街少年殺人事件（牯嶺街少年殺人事件）」楊徳昌監督
- 1992年
  - 「無言の丘（無言的山丘）」王童監督
- 1993年
  - 「戯夢人生（戯夢人生）」侯孝賢監督
  - 「宝島(パオタオ):トレジャー・アイランド（中国語版）（只要為你活一天）」陳國富（中国語版）（チェン・クォフー）監督
  - 「ウェディング・バンケット（結婚披露宴喜宴）」李安（アン・リー）監督
- 1994年
  - 「エドワード・ヤンの恋愛時代（獨立時代）」楊徳昌監督
  - 「多桑/父さん（中国語版）（多桑）」呉念真監督
  - 「恋人たちの食卓（飲食男女）」李安監督
  - 「愛情萬歳」蔡明亮（ツァイ・ミンリャン）監督
- 1995年
  - 「好男好女（好男好女）」侯孝賢監督
  - 「熱帯魚（中国語版）（熱帶魚）」陳玉勲（チェン・ユーシュン）監督
- 1996年
  - 「カップルズ（麻将）」楊徳昌監督
  - 「憂鬱な楽園（南国再見，南国）」侯孝賢監督
  - 「太平・天国」呉念真監督
- 1997年
  - 「藍月（中国語版）（藍月）」柯一正監督
- 1998年
  - 「フラワーズ・オブ・シャンハイ（海上花）」侯孝賢監督
- 2000年
  - 「ヤンヤン 夏の想い出（一一）」楊德昌監督
- 2014年
  - 「台湾新電影（ニューシネマ）時代（光陰的故事 - 台湾新電影）」シエ・チンリン監督 - 台湾ニューシネマの足跡と後世に与えた影響をひも解くドキュメンタリー映画。

## 関連文献
- 高橋晋一著『台湾――美麗島の人と暮らし再発見』三修社、1997年、ISBN 4384010753
- 田村志津枝著『侯孝賢の世界――台湾ニューシネマの旗手』岩波書店［岩波ブックレット］、1990年、ISBN 4000031155
- 田村志津枝著『台湾発見――映画が描く「未知」の島』朝日新聞社、1997年、ISBN 4022611979
- 田村志津枝著『スクリーンの向うに見える台湾』（田畑書店）、1989年、ISBN 4803802203
- 四方田犬彦著「王童論」別冊宝島127『謎の島・台湾』収載、JICC出版局（現在の宝島社）、1991年、ISBN 4796691278